# 7. Armee (Deutsches Kaiserreich)

Flagge eines Stabes eines Armeeoberkommandos (1871–1918)

Als 7. Armee / Armeeoberkommando 7 (A.O.K. 7) wurde ein Großverband und die dazugehörige  Kommandobehörde des deutschen Heeres während des Ersten Weltkriegs (1914–1918) bezeichnet. Sie umfasste mehrere Armee- oder Reservekorps sowie zahlreiche Spezialtruppen.

## Geschichte
Die Armee wurde mit Beginn der deutschen Mobilmachung am 2. August 1914 aus der V. Armee-Inspektion aufgestellt und im Raum Straßburg zusammengezogen. Allerdings traf das Armeeoberkommando (aufgestellt in Karlsruhe) erst nach einigen Tagen ein und so musste das Armeeoberkommando 6 in den ersten Kriegstagen die Truppen der 7. Armee befehligen, so z. B. während der Schlacht bei Mülhausen. Auch nach dem Eintreffen des Armeeoberkommandos 7 blieb die 7. Armee bis zum September 1914 an die Weisungen der 6. Armee gebunden, um ein einheitliches Vorgehen der Nachbararmeen in der Schlacht in Lothringen (21./22. August 1914) zu gewährleisten.
Die Armee umfasste im August 1914 folgende Korpsverbände:
- XIV. Armee-Korps
- XV. Armee-Korps
- XIV. Reserve-Korps

Im Zuge des Wettlaufs zum Meer wurden die meisten Verbände der 7. Armee und schließlich auch das Armeeoberkommando am 7. September 1914 in die Mitte der deutschen Westfront verlegt. Die im Elsass zurückgebliebenen Verbände wurden als „Armeeabteilung Gaede“ (ab 1916 „Armeeabteilung B“) bezeichnet.
Die 7. Armee verblieb bis Mai 1918 im Stellungskrieg am Aisne-Abschnitt und hatte die Front zwischen Noyon und Berry-au-Bac zu halten. Während der Ersten Aisneschlacht im September 1914 waren ihr neben dem XV. Korps auch das XII. Armee-Korps und das VII. Reserve-Korps zugeteilt worden. In der folgenden Abwehrschlacht war der von der 7. Armee gehaltene Abschnitt am Chemin des Dames vom Gegner heftig angegriffen, konnte aber gehalten werden.
Ab dem 13. September 1914 befand sich das Hauptquartier der Armee in Laon und danach ab dem 14. März 1917 in Marle. Besonders schwere Verluste auf beiden Seiten forderte die im April 1917 eingeleitete Zweite Aisneschlacht, die massiv angesetzte Durchbruchsoperation (Nivelle-Offensive), musste wegen Meutereien im französischen Heer abgebrochen werden. Der 7. Armee waren in dieser zweimonatigen Abwehrschlacht über 40 Divisionen unterstellt worden:
- Gruppe Crepy (XXIII. Reserve-Korps)
- Gruppe Vailly (XI. Armee-Korps)
- Gruppe Liesse (Generalkommando 54)
- Gruppe Sissonne (XV. Reserve-Korps, am 19. April vom Generalkommando 65 abgelöst)[3]

Nach dem Erliegen des Unternehmen Michael kam ab 6. April 1918 der „Erzengel-Angriff“ in Ausführung. Der neue deutsche Angriff wurde durch den rechten Flügel der 7. Armee im Raum Noyon-Chauny angesetzt, er hatte die Aufgabe die noch offene Südflanke der 18. Armee zu sichern.
Ende Mai 1918 eröffnete die 7. Armee in der Dritten Aisneschlacht eine weitere Großoffensive, welche die deutschen Truppen kurzfristig nochmals an den Marne-Abschnitt führte. Bei den weiteren Angriffskämpfen im Marnebogen, für die Mitte Juni auch das AOK 9 herangezogen wurde, waren der 7. Armee sechs Generalkommandos mit über 30 Divisionen unterstellt:
- VII. Armee-Korps (Gruppe François)
- Generalkommando 54 (Gruppe Larisch)
- VIII. Reserve-Korps (Gruppe Wichura)
- XXV. Reserve-Korps (Gruppe Winckler)
- IV. Reserve-Korps (Gruppe Conta)
- Generalkommando 65 (Gruppe Schmettow)

Nach der französischen Gegenoffensive, welche am 18. Juli 1918 einsetzte, begann der Rückzug zur Vesle und an die Aisne. Das Hauptquartier der 7. Armee kehrte am 2. Juni 1918 nach Laon zurück, wechselte danach während der Rückzugskämpfe oft den Standort. Nach Kriegsende wurde das Armeeoberkommando 7 in Marburg aufgelöst.